# Sumput (Sidoarjo)
Sumput is een bestuurslaag in het regentschap Sidoarjo van de provincie Oost-Java, Indonesië. Sumput telt 6200 inwoners (volkstelling 2010).